# غدیر خم (منطقه)
غدیر خم، منطقه‌ای ما بین مکه و مدینه است در عربستان است که رویداد غدیر خم در آنجا رخ داده‌است.

## معنای اصطلاح و واژه
غدیر در لغت عربی، معانی مختلفی دارد؛ معنای اصطلاحی در این موضوع، معنای آبگیر یا برکه است. این برکه در منطقه عربستان،‌از طریق سیل‌ها و بارش باران‌ها شکل می‌گیرند. خم نیز به معنای پاکیزگی است. در معجم البلدان آمده است که خم، نام مرد رنگ‌رزی بود که این برکه به او منسوب است.

## نام‌ها
برای این منطقه نام‌های دیگری نیز عنوان شده‌است:
- غدیر:امروزه و در طول تاريخ مردم به عنوان اختصار از اين سرزمين به عنوان «غدير» ياد كرده و مى‏ كنند؛ و به عنوان معروف ‏ترين نام آن شناخته مى‏ شود. كلمه غدير را به «خُم» اضافه مى‏ كنند تا بين آن و غديرهاى ديگر -  يعنى آبگيرهاى ديگر -  كه در آن منطقه است اشتباه نشود
- خم:اين نام به عنوان اختصار ذكر مى‏ شود.
- وادی خم:اين نام «خمّ» از موقعيت جغرافيايىِ اين مكان كه مسير سيل است گرفته شده، و در عربى «مَسيل» را «وادى» مى‏ گويند.
- جحفه:اين نام را براى غدير از باب نام گذارى جزء به اسم كل آورده ‏اند چرا كه وادى خم جزئى از وادى بزرگ جحفه است.
- خرّار:سكونى مى‏ گويد: «موضع غدير خم را خرّار مى‏ گويند» . اين تعريف با گفته بكرى در معجم توافق دارد كه مى‏ گويد: «خرار وادى در حجاز است كه سيل آن به جحفه مى ‏ريزد» .
- غدیر جحفه:لازم به ذكر است كه به غدير خم «غدير جحفه» هم مى‏ گويند، چنانكه در حديث زيد بن ارقم آمده است: «پيامبرصلى الله عليه وآله در حجةالوداع آمد تا در غدير جحفه بين مكه و مدينه پياده شد» .
- غُرَبّه:بلادى مى‏ گويد: «غدير خم امروزه به نام غربه شناخته مى‏ شود، و آن آبگيرى است كه كنار آن تعداد كمى درخت خرماست. در منطقه بلاديّه غدير در ۸ كيلومترى شرق جحفه قرار مى ‏گيرد»

## موقعیت جغرافیایی
غدیر خم، منطقه‌ای بین مکه و مدینه در عربستان سعودی است. این منطقه در ۲۰۰ کیلومتری مکه و ۳۰۰ کیلومتری مدینه است. این برکه بین دو رشته کوه در شمال و جنوب آن قرار گرفته است و به صورت شرق به غرب قرار دارد و به دریای سرخ منتهی می‌شود. این برکه به صورت زمین صاف است و درختان بیابانی کنار در اطراف آن قرار دارند. موقعیت خاص این برکه طوری توصیف شده‌است که در همه فصول سال، آبگیر است و خشک نمی‌شود. از همین رو برای استراحت مسافران، محل مناسبی است. این منطقه با جحفه، ۲ تا ۳ مایل عنوان شده‌است. فاصله این منطقه تا شهر رابغ ۲۶ کیلومتر است.

### وضعیت سکونتی
این منطقه غیر مسکونی بوده‌است. با این وجود، چند چاه در منطقه وجود دارد که نشانه از حضور ساکنانی در این منطقه در قدیم‌الایام داشته‌است. همچنین چند نخلستان در اطراف این منطقه از مسکونی بودن آنها در سابق داشته‌است.

### مسجد غدیر خم
پس رویداد غدیر خم در این منطقه، اهمیتی ویژه از این منطقه در افکار مسلمانان شکل گرفت. در روزگاران حیات محمد یا کمی پس از آن، در این منطقه مسجدی بنا شد که بعدها به دست عمر بن خطاب خراب شد. بعدها در روزگاران خلافت علی بن ابی‌طالب مجدد مسجد احیاء شد اما در دوران معاویه تخریب شد. بعدها با درخواست محمد باقر، مجدد مسجد در روزگاران عمر بن عبدالعزیز ساخته شد. این مسجد در گزارش‌های مختلف تاریخی و غیر تاریخی یاد شده‌است. آخرین بار حکومت وهابی عربستان سعودی، اقدام به تخریب این مسجد کردند و مسیر حرکت حجاج را از منطقه غدیر تغییر دادند. تخریب آخر این مسجد مربوط به ۱۳۸۶ ه.ش عنوان شده‌است.